# Жоржина садова
Жоржина садова, жоржина периста (Dahlia pinnata чи D. × pinnata) — вид рослин із родини айстрових (Asteraceae).

## Біоморфологічна характеристика

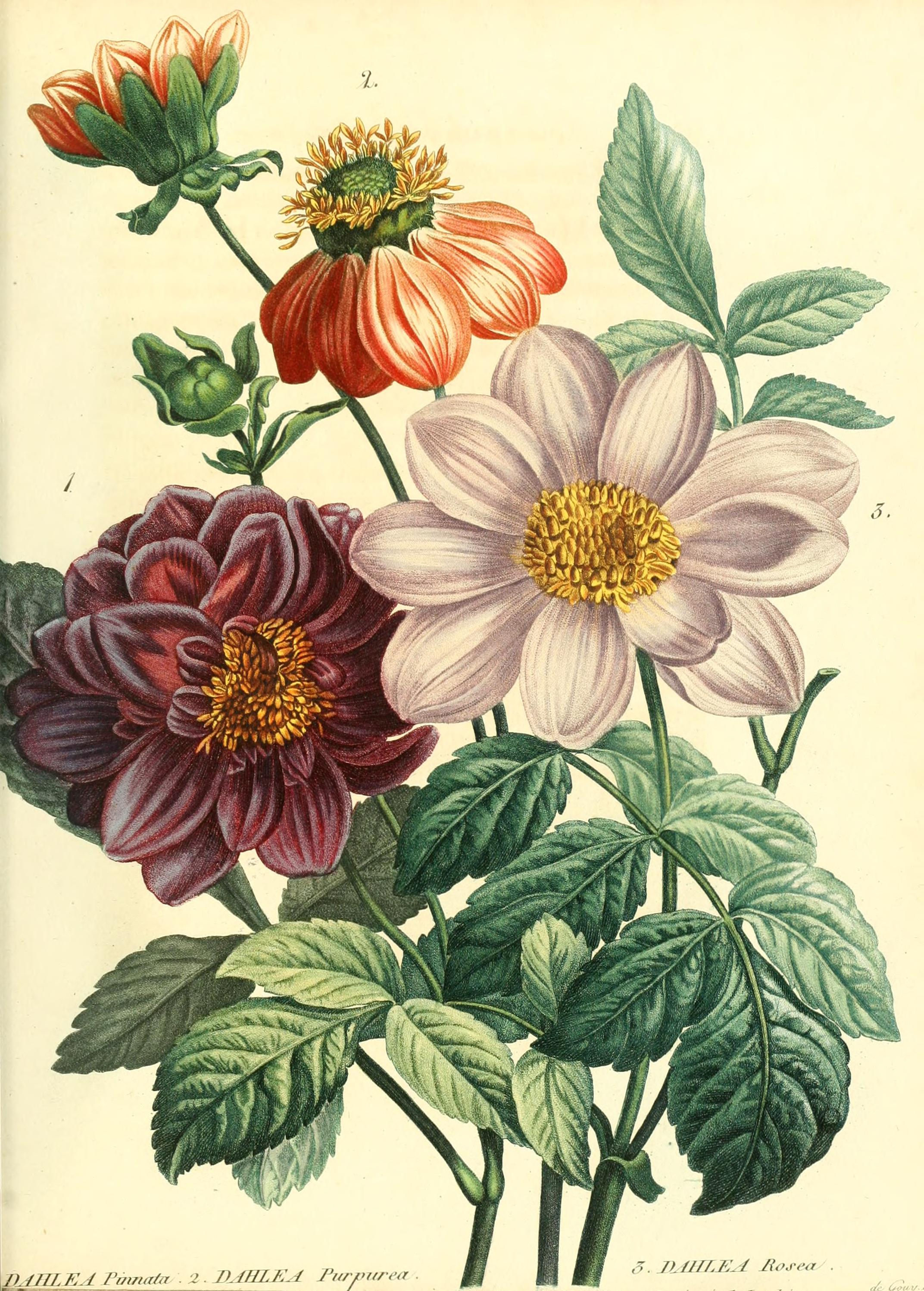

Багаторічна рослина 30–200 см заввишки. Рослина з бульбоподібно потовщеним корінням. Листки супротивні, на ніжках, перисті, їхні частки на краю городчато-зубчасті. Кошики великі, до 10–12 см у діаметрі і більше, з великою кількістю язичкових і трубчастих квіток різного кольору й відтінків; язичкові квітки маточкові, трубчасті — обох статей. Обгортка 3-рядна. Сім'янки зворотньо-яйцюваті, стиснуті, без чубчика, іноді з 2 зубчиками на верхівці.

## Середовище проживання
Батьківщиною є Мексика; вирощується у Центральній Америці, Європі, Азії.
Населяє багаті вологі дубові та соснові відкриті ліси.
В Україні вид зростає у садах, парках, на квітниках — на всій території.

## Використання

#### як їжа
Пелюстки квітів використовують у салатах. Варений корінь вживають як овоч (має гіркий смак). Солодкий екстракт бульби, званий «дакопа», використовується як напій або як ароматизатор. Корінь багатий на полісахарид інулін. Хоча цей полісахарид не засвоюється організмом, він може бути перетворений у фруктозу, підсолоджувальну речовину, придатну для вживання діабетиками.

#### інше
Декоративна рослина. З квіток і насіннєвих головок отримують помаранчевий барвник.